# Iso-Valkeinen (sjö i Sotkamo, Kajanaland, Finland)
Iso-Valkeinen eller Valkeainen är en sjö i Finland. Den ligger i kommunen Sotkamo i landskapet Kajanaland, i den centrala delen av landet, 500 km norr om huvudstaden Helsingfors. Iso-Valkeinen ligger 160,4 meter över havet. Den ligger vid sjöarna Hietajärvi och Herttuajärvi. Den är 6,5 meter djup. Arean är 49,4 hektar och strandlinjen är 5,06 kilometer lång. Sjön  ingår i Uleälvens huvudavrinningsområde. 